# Hovhannes VI (ormiański patriarcha Jerozolimy)
Hovhannes VI (ur. ?, zm. ?) – w latach 1485–1491 ormiański Patriarcha Jerozolimy.